# Asmate bipartita
Asmate bipartita là một loài bướm đêm trong họ Geometridae.